# Cercedilla
Cercedilla è un comune spagnolo di 6 698 abitanti situato nella comunità autonoma di Madrid, parte della comarca di Cuenca del Guadarrama.